# Comuna Djebel, Kărdjali
Djebel (în bulgară Джебел) este o comună în regiunea Kărdjali, Bulgaria, formată din orașul Djebel și 46 de sate. 

## Localități componente

### Orașe
- Djebel

### Sate
| - Albanți - Brejana - Ceakalți - Cereșka - Dobrinți - Dușinkovo - Gheneral Gheșevo - Iamino - Iliisko - Jelădovo - Jălti Rid - Jăltika - Kameneane - Kazațite - Kontil - Kozița | - Kupțite - Lebed - Mișevsko - Mrejiciko - Ovcevo - Paprat - Plaziște - Podvrăh - Poleaneț - Potoce - Pripek - Ridino - Rogozari - Rogozce - Rojdensko | - Răt - Sipeț - Skalina - Slănciogled - Sofiiți - Telcearka - Tiutiunce - Tărnovți - Ustren - Velikdence - Vodenicearsko - Vălkovici - Șterna - Țveatovo - Țărkvița |

## Demografie
Componența etnică a comunei Djebel
     Nicio identificare (17,2%)
     Bulgari (15,24%)
     Turci (66,51%)
     Romi (0,03%)
     Altele (1%)
La recensământul din 2011, populația comunei Djebel era de 8.167 locuitori. Din punct de vedere etnic, majoritatea locuitorilor (66,51%) erau turci, cu o minoritate de bulgari (15,24%). Pentru 17,2% din locuitori nu este cunoscută apartenența etnică.